# 欣茲代爾 (印第安納州)
欣茲代爾（英語：Hyndsdale）是位於美國印地安納州摩根縣的一個非建制地區。該地的面積和人口皆未知。